# The Boys (comics)
Pour les articles homonymes, voir The Boys.
The Boys est une bande dessinée américaine écrite par Garth Ennis. Les premiers numéros sont dessinés par Darick Robertson, qui alterne ensuite avec d'autres artistes, tout en signant l'ensemble des couvertures.
Le premier volume de la série est publié aux États-Unis par Wildstorm qui l'annule au bout de six numéros. Dynamite Entertainment reprend la série et publie les huit volumes suivants. La série est publiée entre octobre 2006 et novembre 2012 pour un total de 72 numéros. Trois mini-séries de six numéros sont également produites durant la publication de la série principale : Herogasm (en), Highland Laddie et Butcher, Baker, Candlestickmaker, suivie d'un épilogue de huit numéros, Dear Becky, publié entre janvier et décembre 2020.
The Boys se situe dans un monde contemporain parallèle au nôtre, dans lequel les super-héros existent. Les super-héros (familièrement appelés les « super ») sont tous employés par Vought-American qui les utilise comme des outils marketing, notamment via des bandes dessinées ou des films vantant leurs exploits imaginaires. Dans la réalité, la plupart sont des individus corrompus et irresponsables — voire pour certains de véritables criminels — qui ne se soucient en rien de rendre la justice, méprisent les humains normaux, abusent de leurs pouvoirs comme de leur statut de célébrités, et sont moins des protecteurs de l'humanité que des dangers publics. Les Sept sont la principale équipe de super-héros et constituent le produit-phare de la société Vought-American. La multinationale vise à militariser les super-pouvoirs et à devenir ainsi le principal contractant de défense du Pentagone.
Récit de science-fiction et d'espionnage, The Boys est également et avant tout une satire des histoires de super-héros. La série se distingue par un ton cynique, volontiers agrémenté d'un humour « trash », et comporte de nombreuses scènes très violentes.
La série de comics est adaptée par Amazon Studios et Sony Pictures Television en une série télévisée du même nom diffusée en streaming sur Prime Video le 26 juillet 2019, première d'une franchise de web-séries dont font partie Seven on 7 (en) diffusé le 7 juillet 2021, la série d'animation pour adultes Les Diaboliques diffusée à partir du 4 mars 2022 et la série en prise de vue réelle Gen V diffusée à partir du 29 septembre 2023.

## Synopsis
Collection Panini publiée en 6 volumes entre 2015 et 2017.
L'histoire se déroule dans un monde parallèle au nôtre, où les super héros (appelés communément les "Super") existent. Certains événements historiques ont également eu lieu mais ont connu des fins différentes comme le 11 septembre qui vit l'avion s'écraser sur le pont de Brooklyn à la place des Twin Towers. 
Tome 1
En Ecosse, Hughie emmène sa petite amie, Robin, dans une fête foraine où elle est tuée dans un affrontement entre Train-A et un super vilain. Loin de s'excuser, le Super repart et les avocats de Vought American, la société responsable des Super, font signer une décharge à Hughie pour éviter toute poursuite. Traumatisé, Hughie signe mais n'arrive pas à tourner la page et est approché par William "Billy" Butcher. Ce dernier est intrigué par le fait qu'Hughie n'ait pas demandé de compensation financière et lui propose de rejoindre son équipe récemment reforméee "The Boys" ("Les P'tit Gars" en vf) qui est chargée, par la CIA, d'espionner les Supers et de les mettre hors d'état de nuire si cela s'avère nécessaire. Hughie accepte et part aux Etats-Unis où il rencontre les autres membres de l'équipe : La Crème, Le Français et la Fille. Chacun possède une super-force pour se défendre et Butcher injecte à Hughie du composé V (le produit qui permet à Vought American de doter n'importe qui de super pouvoir) pour lutter à arme égale avec les Super. 
Hughie découvre rapidement que les Super s'adonnent à tous les vices loin des caméras. Butcher lui fait également rencontrer La Légende, l'ancien Rédacteur en chef de Victory Comics, qui était chargé de masquer les excès des Super via ses bandes dessinées. 
De son côté, Annie January dit Stella, une jeune super-héroine idéaliste, rejoint l'équipe des 7, les plus puissants des Super, composé du Protecteur de la Patrie, Black Noir, la Reine Maeve, Jack de Jupiter, Le Profond et Train-A. Heureuse d'une telle promotion, elle est horrifiée que le Protecteur et d'autres membres lui demandent une fellation pour être acceptée. S'exécutant à contre-cœur, Stella participe à une réunion où elle comprend que les 7 ne s'intéressent qu'à l'argent et au profit, loin de l'image publique qu'ils renvoient. Quelque temps plus tard, Annie rencontre Hughie dans un parc et tous les deux tombent amoureux sans qu'aucun ne sache le réel "métier" de l'autre.
Après une première mission contre Les Jeunes Teignes pour montrer aux 7 qu'ils étaient de retour et une contre le Tek Paladin, Les P'tit Gars se rendent en Russie où ils sont aidés par Boudin d'Amour, un ex-héros de l'URSS, pour contrer les agissements de Vought qui souhaitait instaurer un nouveau gouvernement et aurait permis à la société de militariser ses super-héros en cas de nouvelle Guerre Froide.
Tome 2
La Légende apprend à Hughie que Vought n'en est pas à son premier coup d'essai pour proposer ses services à l'armée américaine mais leurs tentatives précédentes se soldèrent toutes par des échecs. Spécialisée dans l'armement mais incapable de développer une arme fiable, la société réussit à créer les Super grâce à son composé V. Devenue une corporation surpuissante ayant corrompu de nombreux politiciens, Vought n'attendait qu'une occasion pour proposer ses Super à l'armée. Le 11 septembre, les avions détournés furent abattus à l'exception d'un seul. En coulisse, Vought envoya les 7 pour sauver les passagers mais la situation dégénéra à cause des Super et l'avion s'écrasa sur le Pont de Brooklyn. Vought masqua l'affaire ce qui permit aux Super de connaître un développement exponentiel. La première équipe des P'tit Gars était au courant de la vérité et reçut également des photos d'une source inconnue montrant le Protecteur se livrer à des exactions sur des civils. Un statu quo fut établi dans lequel Vought s'engageait à ne plus s'approcher de l'armée. En échange, les P'tit Gars ne révéleraient rien à la presse. 
Pendant ce temps, les 7, irrités des agissements des P'tit Gars, rencontrent Butcher. Le Protecteur comprend qu'il lui en veut personnellement sans en connaître la raison, mais il devine que c'est lié à sa femme. Les 7 comprennent qu'ils ne peuvent agir sans quoi les P'tit Gars dévoileront toutes leurs exactions à la presse et doivent, de ce fait, maintenir le statu quo.
Hughie est ensuite envoyé incognito chez les G-Men, une autre équipe de Super, fondée par John Godolkin. Hughie découvre que ce dernier est à la tête d'un vaste réseau pédophile et que tous les G-Men, dont il a abusé sexuellement, gardent le secret au vu des bénéfices que leur rapporte leur vie de Super. Sur le point de se battre contre eux, les Ptit gars voient débarquer l'armée privée de Vought qui tue l'intégralité des Super et font disparaître leurs traces. Stillwell, cadre principal de Vought, a eu vent des agissements de Godolkin et a décidé d'agir avant qu'un scandale n'éclate et souhaitait montrer aux Ptit Gars que sa société était parfaitement capable de gérer n'importe quelle crise. 
Tome 3
Quelque temps plus tard, les Ptit gars infiltrent l'Hérogasme, un événement auquel tous les Super participent quelques jours chaque année. Sous couvert de protéger la Terre d'une menace planétaire, les Héros se réunissent sur une île privée où ils s'adonnent à de gigantesques orgies. 
L'objectif des P'tit Gars est de kidnapper Michael Lucero, présent sur place pour protéger Vic, le Vice-Président. Le garde du corps leur explique qu'il était dans le bureau de crise lorsque les avions furent détournés et le Président Dakota Bob ordonna leur destruction. Lorsque le dernier fut détecté, le Président fut victime d'un mystérieux accident et Vic, acquis à Vought, ordonna que le chasseur retourne à sa base.  Lucero est cependant tué peu après pour avoir révélé ce secret malgré l'aide des P'tit Gars pour que rien ne soit découvert. De son côté, Stillwell rencontre Vic pour lui expliquer qu'il deviendra Président des Etats-Unis dans l'année et qu'il devra adopter l'utilisation des Super par l'armée ce à quoi Vic consent.
Une fois l'événement terminé, Stillwell envoie les Revengeurs contre les P'tit Gars, qui réussissent à triompher malgré la puissance des Super. 
Tome 4
Butcher envoie ensuite Hughie chez Super Pépére, une équipe de Super inoffensive qui cherche à aider la population au quotidien. En réalité, Butcher a des doutes sur Hughie et a découvert qu'il sortait avec Stella sans savoir qu'elle était une Super. De ce fait, Butcher pense qu'il s'agit d'un espion de Vought depuis le début. Après un combat contre Malchimique, les doutes sont écartés et Stella révèle à Hughie qu'elle est une Super. Bouleversé et en colère, Hughie décide de rompre leur relation quand Butcher lui montre les vidéos où Stella pratique des fellations pour être acceptée.
De son côté, Le Protecteur, devenu de plus en plus dangereux avec les années, profite d'un rassemblement chrétien dont il fait la publicité pour réunir tous les Super en secret. Ayant compris depuis longtemps qu'ils étaient une force inarrêtable mais soumis à Vought, Le Protecteur leur propose de prendre le pouvoir. 
Pendant ce temps, Hughie rentre chez ses parents en Écosse où Stella finit par le rejoindre. Tous les deux s'expliquent et se remettent ensemble malgré tout, Hughie n'arrive pas à tourner la page. 
Tome 5
De retour aux États-Unis, La Crème en profite pour lui faire rencontrer George Mallory, fondateur et ancien chef des P'tit Gars qui luttait contre Vought depuis la Seconde Guerre Mondiale. Grâce à ses actions, Vought fut déstabilisé jusqu'aux événements du 11 septembre. L'Allumeur (un ancien membre des 7) refusa le statu quo et tua les petites filles de Mallory en représailles. Pour enterrer la hache de guerre, Les 7 le livrèrent à Mallory qui le tua mais se retira des P'tit Gars à la suite de cette tragédie. 
Butcher et Hughie rendent ensuite visite au Docteur Particulier qui tient une maison close réservée aux Super. Ce dernier reçoit fréquemment Jack de Jupiter qui paie pour avoir des relations avec des travestis et pense qu'il a tué l'un d'eux. Une vidéo des ébats de Jack est cependant mise en ligne avant que l'enquête ne soit résolue et les 7 rencontrent les P'tit Gars. Le Protecteur les innocente mais Jack, dont la carrière de Super est ruinée, est persuadé qu'ils mentent et se venge en tuant Terreur, le bulldog de Butcher.
Butcher retrouve Jack chez Docteur Particulier et le tue. En réalité, la vidéo a été divulguée prématurément par Bradley, une agent de Vought mais Stillwell ne lui en tient pas rigueur car il la juge irremplaçable. 
Tome 6
Conformément au plan de Vought, Dakota Bob meurt, attaqué par l'un des animaux d'enfant venus visiter la Maison Blanche. 
Vic le Vis-Pré prend le pouvoir mais au même moment, Le Protecteur décide de lancer son plan de conquête. La Reine Maeve tente de l'arrêter quand il menace de tuer Stella qui réussit à s'enfuir.
Butcher en profite pour kidnapper Train-A et le livrer à Hughie qui venge la mort de Robin. Les P'tit Gars diffusent tous les documents qu'ils possèdent sur les Super et se rendent ensuite à la Maison Blanche, encerclée par l'armée, où la plupart des Super se sont retranchés. Butcher entre seul pour se battre contre le Protecteur. Au même moment, La Crème découvre le véritable instigateur de cette prise de pouvoir : Black Noir. Lorsque Vought créa le Protecteur, la société prit conscience de sa puissance et créa un clone chargé de le neutraliser si le Protecteur outrepassait ses limites. Au fil des années, Black Noir devint de plus en plus instable et décida de précipiter les choses en utilisant le costume du Protecteur pour commettre des crimes, notamment le viol de Becky, puis envoya les photos aux P'tit Gars. Le Protecteur, comprenant qu'il n'a jamais été fou mais l'est devenu à cause de son coéquipier, se jette sur lui mais se fait tuer. Butcher donne l'ordre à l'armée d'attaquer et la plupart des Super sont tués. Butcher élimine Black Noir permettant à Becky de reposer en paix. 
Butcher ne souhaite cependant pas s'arrêter à cela. Vouant une haine sans pareil à tous les Super, il a fait fabriqué des bombes pouvant tuer quiconque possédant du composé-V dans l'organisme. Son équipe tente de l'arrêter mais seul Hughie survit et le tue. Juste avant sa mort, Hughie comprend que Butcher le voyait comme le seul capable de l'arrêter et l'empêcherait de devenir complètement fou. 
Quelques mois plus tard, Hughie rencontre Stillwell. Ce dernier a fait porter le chapeau à Bradley qui a été jugé pour l'intégralité des charges de la société Vought. Hughie a trouvé l'emplacement des bombes et menace de les utiliser si American Consolidated (anciennement Vought) tente de proposer ses Super une nouvelle fois à l'armée américaine. Stillwell y consent et se rend à American Consolidated où ses employés lui présentent de nouveaux Super. Stillwell demande que le projet soit repris depuis le début et en conclut qu'il s'agit d'un "mauvais produit".
Hughie et Stella, heureux, s'embrassent en face du Pont de Brooklyn, reconstruit.

## Principaux personnages
- William « Billy » Butcher « le boucher » (Billy Butcher) : chef de l'équipe des P'tits Gars : surveille les super-héros pour le compte de la CIA, mais également par un esprit de vengeance personnelle. Lui et son équipe sont tous dotés d'une force surhumaine grâce au sérum. Doté d'un caractère charismatique et attirant, il ne possède cependant aucune pitié face aux « super », qu'il hait en raison de l'implication de l'un d'entre eux dans la mort de sa femme. Il est donc extrêmement sadique dans ses "interrogatoires", vraisemblablement satisfait de la torture physique et psychologique qu'il inflige à ses victimes. Sa personnalité malhonnête et vicieuse est soulignée dès le premier tome, et ses propres compagnons, en particulier Hughie dont il devient très proche, ne sont pas à l'abris de ses manipulations. Bien qu'il ne soit pas incapable d'empathie, il semble que sa femme soit la seule personne en ce monde qu'il ait jamais aimée, et c'est maintenant sa haine envers les super-héros qui le guide dans ses actions.
- Hughie Campbell « le p'tit » (Wee Hughie), principal protagoniste, avec Billy Butcher. Un jeune homme écossais naïf, gaffeur et complotiste, il est cependant recruté par Billy après la mort accidentelle de sa petite amie au mains des supers héros, pour une raison qui n'est révélée que plus tard dans la série. De nature nerveuse mais altruiste, Hughie ne possède pas la haine viscérale de son patron pour les super héros, et sais reconnaitre ceux qui n'ont aucune intention malveillante. Il devra cependant évoluer dans un monde où la violence et la dépravation sont monnaies courantes, et même en conservant sa nature emphatique, il se retrouvera durement marqué par les épreuves qu'il traverse avec son équipe.
- « La Crème » (Mother's Milk) : grand Afro-Américain à l'apparence intimidante mais au caractère posé et éclairé, il est le principal acolyte de Billy Butcher, et n'hésite jamais à dénoncer son comportement parfois dangereux pour la sécurité de l'équipe. Il a une relation conflictuelle avec son ex-femme, une toxicomane irresponsable et incapable de s'occuper convenablement de leur fille Janine. Son surnom vient du fait qu'il est vitalement dépendant du lait naturel de sa mère, sans quoi son cœur lâcherait.
- « Le Français » (Frenchie) : autre membre de l'équipe, servant de muscles aux côtés de la Fille, possédant en plus de la force, un odorat surdéveloppé. Un "Français" au comportement imprévisible, caractériel et quelque peu mythomane. Il se montre cependant très affectueux envers son entourage, en particulier la Fille, dont il est inséparable.
- « La Fille » (The Female) : autre membre de l'équipe, servant de muscles aux côtés du Français. Une jeune Asiatique muette, au physique menu mais d'une férocité insoupçonnée. Elle a horreur du contact physique. Sa dangerosité rentre en contraste avec son caractère plutôt enfantin. Elle adore les animaux et est très proche du Français, qui s'occupe d'elle comme d'une enfant, par exemple en lui offrant de la glace.
- Terreur (Terror) : Le chien bulldog de Billy Butcher. Bien qu'il s'entende à merveille avec son maître et le reste des P'tits Gars, Butcher l'a dressé à avoir des rapports sexuels sur commande avec n'importe quoi, en prononçant l'ordre « nique » (« fuck it » en VO).
- Les Sept (The Seven) : le principal groupe de super-héros, pastiche de la Ligue de justice d'Amérique. À l'exception de Stella — leur dernière recrue en date — ce sont des individus dépravés, odieux et incompétents principalement intéressés par les profits qu'ils peuvent tirer du marketing qui les entoure.
  - Annie January alias Stella (Starlight) :— pastiche de Stargirl —jeune super-héroïne croyante, elle a foi en sa mission jusqu'à sa découverte de la véritable nature du milieu des super-héros. Elle doit, au début de la série, accorder des faveurs sexuelles à plusieurs membres des Sept pour être acceptée dans l'équipe. Stella vit par ailleurs une relation amoureuse avec Hughie, qui ignore au départ sa véritable identité. Elle apprendra finalement à résister à ses nouveaux coéquipiers, qui la traitent comme un chien.
  - le Protecteur de la Patrie (The Homelander) — pastiche de Superman — Leader des Sept, au yeux du public, c'est un boy-scout au grand sourire, dont l'origine rapportée aux médias est quasiment la même que celle de l'homme d'acier. En dehors de son image médiatique, le Protecteur fait cependant preuve d'une cruauté glaçante, et il est si puissant, imprévisible et dangereux que personne dans son entourage n'ose s'opposer à lui. Il est alors absolument convaincue qu'il peut tout ce qu'il veut aux gens, en raison de son statut de surhomme. Cependant, au travers de ses actes purement malveillants, il semble que le Protecteur cherche à prouver quelque chose…
  - Black Noir :— pastiche de Batman — Super-héros muet la plupart du temps et complètement caché par son costume entièrement noir. C'est le membre le plus redouté de l'équipe. Le mystère l'entourant ne sera résolu qu'à la fin du comics.
  - Reine Maeve (Queen Maeve) : Pastiche de Wonder Woman, elle est la troisième plus forte de l'équipe. Idole légendaire de toutes les petites filles, elle est en réalité alcoolique et blasée, et ne prête plus attention à rien.
  - The Deep : Pastiche d'Aquaman. L'un des membres les plus en retrait, il semble cependant plus rationnel et moins impulsif que ses collègues super-héros.
  - Train-A (A-Train) : Pastiche de Flash, il est à l'origine de la mort de la petite amis de Hughie, à laquelle il ne prêtera aucunement attention. Il est le membre le plus jeune, et donc le plus immature de l'équipe. Il tentera plusieurs fois d'agresser Stella, frustré qu'elle lui résiste.
  - Jack de Jupiter (Jack from Jupiter) : Pastiche de Martian Manhunter. L'un des membres les plus en retrait, en raison de sa faible popularité par rapport à ses collègues. Même Vought le considère explicitement comme remplaçable. Sa carrière sera ruinée par la diffusion d'une vidéo où il est impliqué avec des prostitués transgenres.
  - L'Allumeur (Lamplighter) : Pastiche de Green Lantern, il utilise cependant une torche au lieu d'un anneau. C'est un ancien membre de l'équipe qui s'est fait livrer par ses propres coéquipiers à la CIA lors d'un conflit avec cette dernière.

- « La Légende », pastiche de Stan Lee[10] : Un scénariste et éditeur de comics à la retraite, désormais cloîtré en permanence dans sa cave. Dégoûté par le système, il révèle à Hughie la vérité sur l'histoire des super-héros.
- Le Lieutenant-colonel Greg D. Mallory : militaire membre de la CIA à la retraite, qui supervise les activités de l'équipe de Billy Butcher. On apprendra qu'il était lui-même un membre actif de l'équipe des P'tits Gars, mais s'est retiré à la suite d'un conflit avec Butcher.
- Les Revengeurs (Payback), pastiche des Vengeurs : autre groupe de super-héros, dont les membres s'avèrent singulièrement inefficaces.
- Les G-Men, pastiche des X-Men : l'école pour super-héros dirigée par John Godolkin — pastiche du professeur Xavier — dissimule en réalité un réseau pédophile, où les jeunes élèves sont abusés sexuellement.
- Susan L. Rayner, directrice de la CIA : employeuse de Billy Butcher, avec qui elle entretient par ailleurs des relations sexuelles, malgré la haine qu'elle voue à ce dernier.
- Stillwell, cadre de la multinationale Vought-American, chargé de superviser les activités et le marketing autour des super-héros. Doté d'un calme naturel et glacial, même le Protecteur ne parvient pas à l'intimider.
- Vas : super-héros russe pro-communisme à la retraite, surnommé « boudin d'amour » (Love Sausage) du fait de son pénis énorme ; ami de Billy Butcher, il prête main-forte à ce dernier dans plusieurs épisodes.

## Publication
Les droits de la série appartiennent à ses créateurs. Le premier volume de la série est publié aux États-Unis par Wildstorm qui l'annule au bout de six numéros, DC Comics étant gêné par le ton général de la série. Dynamite Entertainment reprend la série et publie les huit volumes suivants. Ennis a jugé a posteriori que le changement d'éditeur avait été un bien pour la série, qui avait pu bénéficier d'une plus grande liberté de création chez un label indépendant.
La série est publiée entre octobre 2006 et novembre 2012 pour un total de 72 chapitres. Trois mini-séries de six chapitres sont également produites durant la publication de la série principale : Herogasm (en), Highland Laddie et Butcher, Baker, Candlestickmaker, suivie d'un épilogue de huit chapitres, Dear Becky, publié entre janvier et décembre 2020, portant le nombre total de volumes reliés de la série à treize. La version française est publiée directement au format album par Panini.

### Liste des volumes
| Série     | Titre original                                  | Épisodes | Titre français                      | Tome | Éditions deluxe           | Tome |
| --------- | ----------------------------------------------- | -------- | ----------------------------------- | ---- | ------------------------- | ---- |
| 1         | The Name of the Game                            | 1-2      | La Règle du jeu                     | 1    | Ça va faire très mal      | 1    |
| 2         | Cherry                                          | 3-6      | La Règle du jeu                     | 1    | Ça va faire très mal      | 1    |
| 3         | Get Some                                        | 7-10     | Prends ça                           | 2    | Ça va faire très mal      | 1    |
| 4         | Glorious Five Year Plan                         | 11-14    | Le Glorieux Plan quinquennal        | 3    | Ça va faire très mal      | 1    |
| 5         | Good For The Soul                               | 15-18    | Des bleus à l'âme                   | 4    | Ça va saigner !           | 2    |
| 6         | I Tell You No Lie, G.I.                         | 19-22    | Je vais pas te mentir, soldat...    | 5    | Ça va saigner !           | 2    |
| 7         | We Gotta Go Now                                 | 23-26    | Quand faut y aller...               | 6    | Ça va saigner !           | 2    |
| 7         | We Gotta Go Now                                 | 27-29    | ... Faut y aller !                  | 7    | Ça va saigner !           | 2    |
| 8         | Rodeo Fuck                                      | 30       | ... Faut y aller !                  | 7    | Ça va saigner !           | 2    |
| Minisérie | Herogasm                                        | 1-6      | Hérogasme                           | 8    | Dit comme ça...           | 3    |
| 9         | The Self-Preservation Society                   | 31-34    | Question de survie                  | 9    | Dit comme ça...           | 3    |
| 10        | Nothing Like It in the World                    | 35-36    | Rien de tel dans le monde entier    | 10   | Dit comme ça...           | 3    |
| 11        | La Plume De Ma Tante Est Sur La Table           | 37       | Rien de tel dans le monde entier    | 10   | Dit comme ça...           | 3    |
| 12        | The Instant White-Hot Wild                      | 38       | Rien de tel dans le monde entier    | 10   | Dit comme ça...           | 3    |
| 13        | What I Know                                     | 39       | Les Innocents                       | 11   | Le prends pas mal         | 4    |
| 14        | The Innocents                                   | 40-43    | Les Innocents                       | 11   | Le prends pas mal         | 4    |
| 15        | Believe                                         | 44-47    | Croire                              | 12   | Le prends pas mal         | 4    |
| Minisérie | Highland Laddie                                 | 1-6      | Bienvenue chez le p'tit             | 13   | Le prends pas mal         | 4    |
| 16        | Proper Preparation and Planning                 | 48-51    | Préparation propre et planification | 14   | Le Fils du boulanger      | 5    |
| 17        | Barbary Coast                                   | 52-55    | Côte de Barbarie                    | 15   | Le Fils du boulanger      | 5    |
| 18        | The Big Ride                                    | 56-59    | Comme à la fête foraine             | 16   | Le Fils du boulanger      | 5    |
| Minisérie | Butcher, Baker, Candlestick Maker               | 1-6      | Le Fils du boulanger                | 17   | Le Fils du boulanger      | 5    |
| 19        | Over the Hill with the Swords of a Thousand Men | 60-65    | La Charge de la brigade légère      | 18   | On ne prend plus de gants | 6    |
| 20        | The Bloody Doors Off                            | 66-71    | On ne prend plus de gants           | 19   | On ne prend plus de gants | 6    |
| 21        | You Found Me                                    | 72       | On ne prend plus de gants           | 19   | On ne prend plus de gants | 6    |
| Minisérie | Dear Becky                                      | 1-8      | Chère Beckie                        | 20   |                           |      |

## Adaptations dans d'autres médias

### Projet de film
Un premier projet de film produit par Neal H. Moritz pour être distribué par Columbia Pictures a été annoncé en février 2008, sur un script de Phil Hay et Matt Manfredi. En août 2010, Adam McKay est engagé pour le réaliser après une réécriture, pour un tournage en janvier 2011. Columbia Pictures déclare finalement abandonner l'adaptation en février 2012. Cependant, Adam McKay déclare sur Twitter que Paramount Pictures a repris le projet. Le 30 avril 2013, Manfredi et Hay sont de nouveau engagés par la Paramount pour écrire le film. Le film n'a cependant jamais été réalisé.

### Séries télévisées
En octobre 2015, Seth Rogen, Evan Goldberg et Eric Kripke déclarent travailler à une adaptation en série télévisée de The Boys. Cinemax est alors prêt à acheter la série, toutefois, en septembre 2017, c'est Amazon Studios qui déclare avoir acheté les droits. Le 8 novembre 2017, Amazon accepte une saison de huit épisodes pour un tournage en 2018 et une diffusion le 26 juillet 2019.
Une série dérivée d'animation anthologique, The Boys présentent : Les Diaboliques, est diffusée depuis 2022.
Une autre série en prises de vues réelles, Gen V, est sortie en 2023.